# 三峽文石

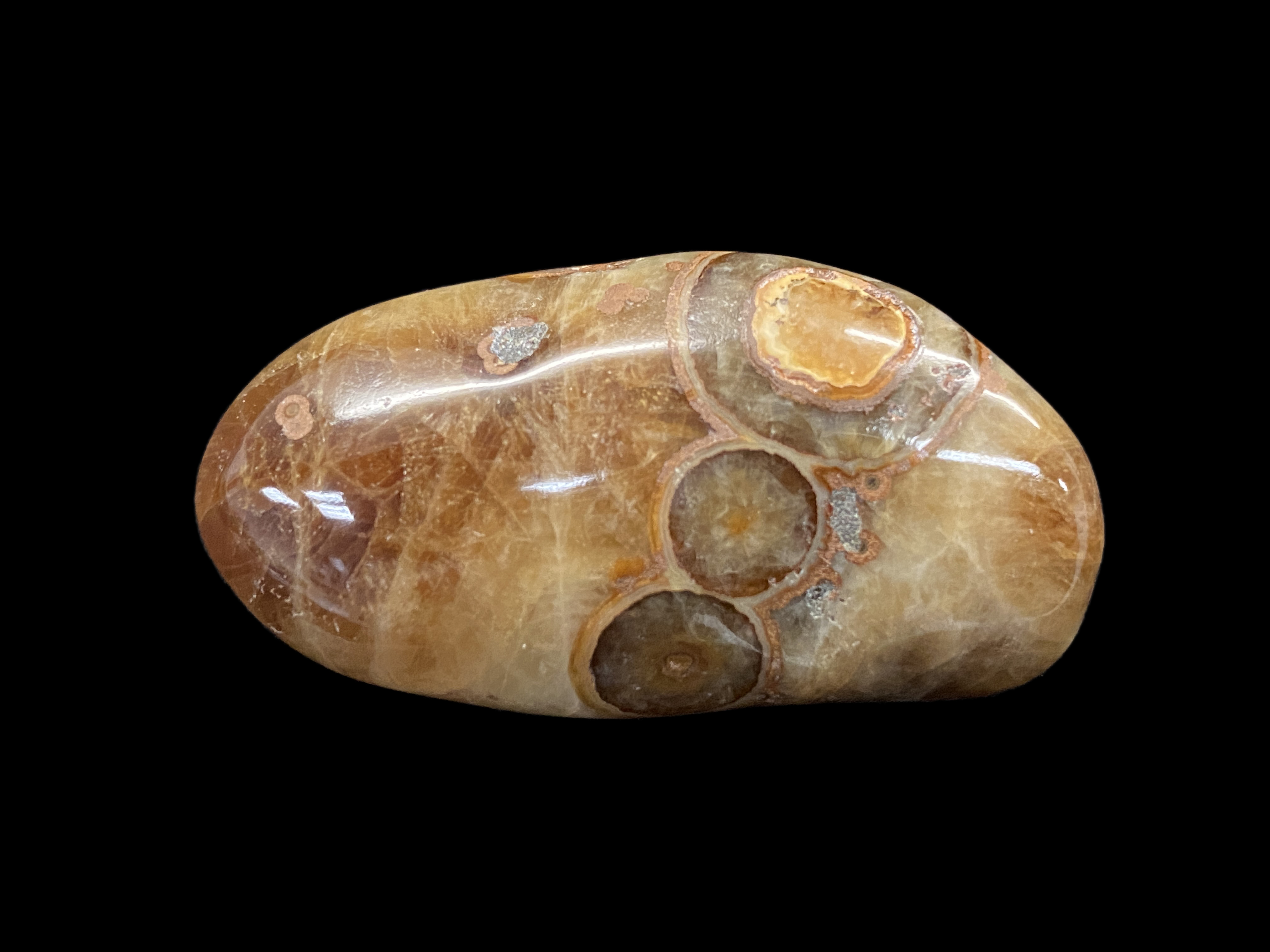
三峽文石

三峽文石，泛指主要賦存臺灣西北部丘陵地帶的玄武岩氣孔及裂隙中，具有同心圓紋路次生礦物群組成的寶石，因為加工及販賣業者多在新北市三峽地區，所以常被稱為「三峽文石」。

## 產地
三峽文石產地分布於臺灣新北市、桃園市及新竹縣竹東鎮一帶，大部分是分布在隸屬桃園市大溪區所轄橫溪、詩朗、五寮等地及復興區境內。三峽文石和澎湖文石的生成時空環境相當類似。兩者大多是在玄武岩的空隙中充填結晶而成，賦存文石的玄武岩年代經定年結果；三峽附近的玄武岩年代約在9.1-10.3百萬年間，而澎湖玄武岩年代約在8.2-16.2百萬年前，兩者噴發年代相當接近或甚至火山同時噴發的產物。三峽文石產區的玄武岩與澎湖群島的玄武岩，同樣被臺大地質系陳正宏教授歸類為臺灣西部岩區的火成岩。

## 開發
每次颱風過境後，新北市三峽區至新竹縣竹東一帶的溪流就會出現具有同心圓狀的花紋的石頭。臺灣省礦務局在1978年發表的澎湖文石調查報告中提到，在臺灣北部桃園市關西一帶的玄武岩中，發現有類似澎湖文石的礦物存在。21世紀初，加工後的文石開始在玉石市場上販賣，進而被雅石愛好者收藏。由於發現時間比較晚，所以知名度遠遠不如澎湖和西西里島產的文石。

## 研究
2010年，國立臺灣博物館研究人員方建能博士進行礦物種類檢測與地質調查，初步發現組成臺灣北部文石的礦物共有七種，包括方解石、霰石、菱鐵礦、菱錳礦、鐵白雲石、石英、玉髓，其中方解石佔約七成；在顏色方面，三峽文石大致可分成黑色、黃色、綠色、白色及透明無色共五種色系；在紋路型態方面可分為同心圓複合狀及樹枝狀。目前已知三峽文石的露頭，皆屬於臺灣西部火成岩區的關西-竹東和角板山地區的玄武岩中。三峽文石的分布範圍以行政區而言，涵蓋新北市東南角、桃園市至新竹縣竹東一帶。